# Des Geraghty
Des Geraghty este un om politic irlandez, membru al Parlamentului European în perioada 1989-1994 din partea Irlandei.
1. ↑   http://www.rte.ie/tv/theafternoonshow/2007/1108/desger0811.html Lipsește sau este vid: |title= (ajutor)